# فلوک کورپوریشن
فلوک کورپوریشن (انگلیسی: Fluke Corporation) شرکت الکترونیک آمریکایی است، که در سال ۱۹۴۸ توسط جان فلوک تأسیس شد.